# Synagoga Lewka Zilbermana w Łodzi
Synagoga Lewka Zilbermana w Łodzi – prywatny dom modlitwy znajdujący się w Łodzi przy ulicy Północnej 21.
Synagoga została zbudowana w 1896 roku z inicjatywy Lewka Zilbermana. Mogła ona pomieścić 30 osób. Podczas II wojny światowej hitlerowcy zdewastowali synagogę.